# Étouffement (guitare)
Pour les articles homonymes, voir Étouffement (homonymie).

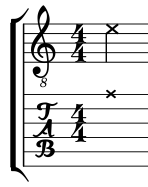
Exemple de notation d'un son étouffé ("deadnote").

Un étouffement est une technique de jeu de guitare consistant à jouer une corde sur laquelle est posé un doigt mais sans appuyer. Il en résultera un son « sec » et bref. Cela est appelé également ghost note (note fantôme). 
Sur une tablature, un étouffement est désigné par un « x ».